# Gloria Lomana
Gloria Fernández-Lomana García (Madrid, 16 de junio de 1959), más conocida como Gloria Lomana, es una periodista española, que entre el 8 de julio de 2003 y el 8 de julio de 2016 fue directora de informativos del canal privado de televisión Antena 3. Actualmente es la fundadora y directora de 50&50 Gender Leadership.

## Trayectoria profesional
Se licenció en Periodismo en la Universidad Complutense de Madrid. Comenzó su ejercicio profesional en 1978 en Radio Centro Madrid y Radiocadena Española, y también estuvo trabajando en RNE. Dirigió los informativos de Radio Toledo. Trabajó en los Informativos de TVE como reportera para el Telediario y fue presentadora de diversos programas de debate político en La 2. Ha entrevistado a los seis primeros presidentes del gobierno de España desde la Transición: Adolfo Suárez, Leopoldo Calvo-Sotelo, Felipe González, José María Aznar, José Luis Rodríguez Zapatero y Mariano Rajoy.  
Con la entrada en el accionariado de Antena 3 de José Manuel Lara Bosch, fue nombrada directora de informativos en julio de 2003. Al frente de los informativos, consiguió que estos fueran los líderes de audiencia entre 2004 y 2007, superando a la cadena pública Televisión Española y entrevistó a las principales personalidades políticas del país, sin embargo, durante esta etapa también se la etiquetó de conservadora y otros medios de comunicación señalaron «su falta de objetividad en entrevistas a líderes del Partido Popular, en detrimento de otros». Tras trece años, abandonó su cargo en julio de 2016 y fue sustituida por Santiago González, exdirector de TVE. Periodistas de otros medios señalaron como posibles causas su ideología o las bajas audiencias y la pérdida de liderazgo respecto a La Sexta, si bien otros medios señalaron que las polémicas de meses atrás respecto al tratamiento del partido político Podemos en sus informativos y la «exclusiva», criticada por su falta de objetividad, en la que relacionaba a miembros de Podemos y la CUP con Venezuela y el entorno de ETA, habrían precipitado su sustitución.

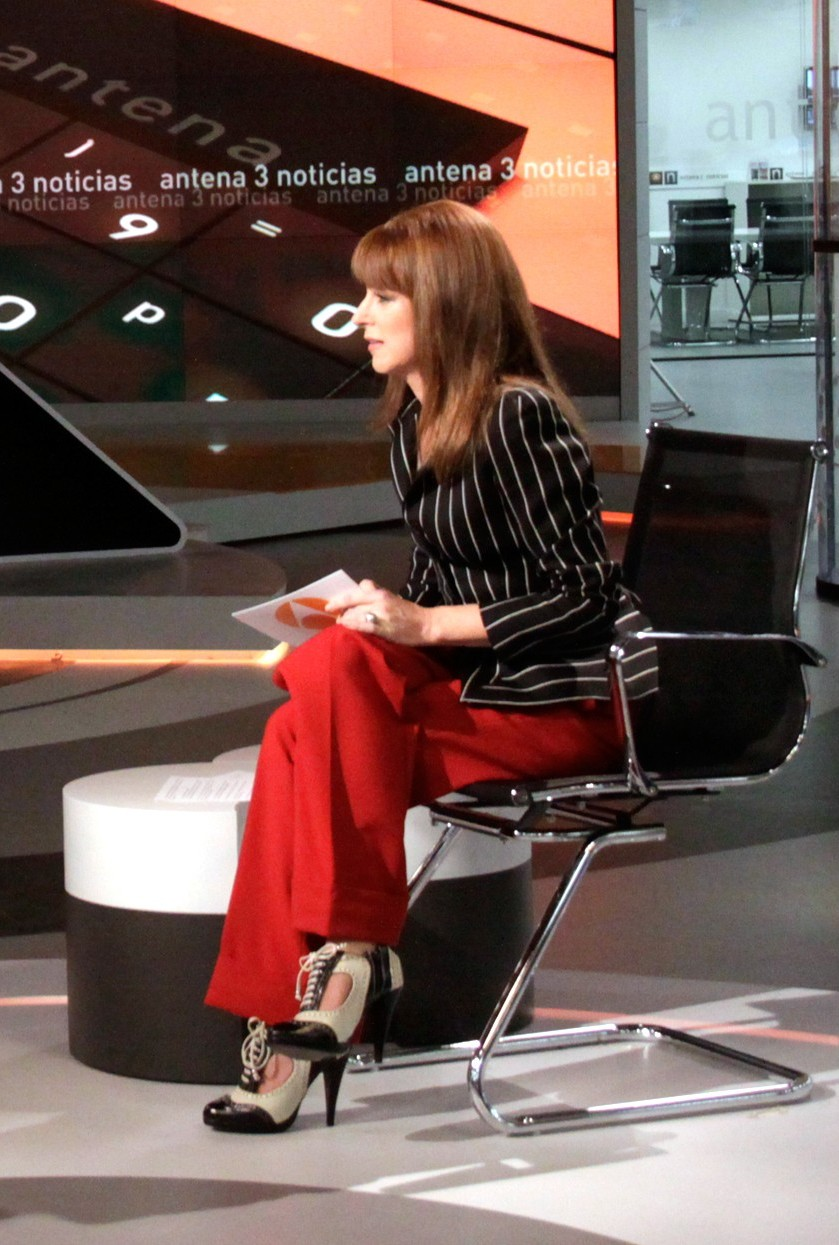
AR Entrevista al Presidente del gobierno en Antena3

En enero de 2018 ficha por Telecinco para colaborar en el magacín matinal El programa de Ana Rosa con su sección La opinión de Gloria.  
En la entrevista que le realizó Risto Mejide en su programa de televisión Chester, Gloria Lomana contó que fue despedida de Antena 3 tras expresar a la dirección de La Sexta sus quejas por la línea editorial impuesta en Atresmedia, el grupo mediático del que es consejero delegado Silvio González Moreno y donde ejerce como director general el catalán Javier Bardají Hernando, señalando en particular a Antonio García Ferreras.
En marzo de 2019 funda 50&50 Gender Leadership, consultora especializada en programas de igualdad y liderazgo femenino, de la que es presidenta.  

### Premios
Ha formado parte del Jurado de los Premios Príncipe de Asturias de Cooperación Internacional, Alfonso Ussía y Marcas Renombradas Españolas. También ha sido miembro del jurado de los Premios Rey Jaime I de Periodismo.
Entre otros, Gloria Lomana ha sido galardonada con el Premio a la Excelencia Empresarial y Profesional, concedido en 2009 por el Círculo de Mujeres de Negocios y con el Máster de Oro Estatutario, otorgado en 2010 por el Fórum de Alta Dirección y en reconocimiento «a su labor como directora de informativos de Antena 3». En octubre de 2015, recibió el premio First Ammendment de la Fundación Eisenhower en España, «por su defensa y promoción de la libertad de prensa». También en octubre de 2015 recibe la Cruz de Plata de la Orden del Mérito de la Guardia Civil. En julio de 2016, fue galardonada con el Premio de Comunicación Comprometida con la Mujer de la Federación Española de Mujeres, Directivas, Ejecutivas, Profesionales y Empresarias, en el XXV aniversario de la institución.

## Vida privada
El 22 de mayo de 2009 se casó con el ex político catalán del Partido Popular, Josep Piqué, exministro de Asuntos Exteriores del Gobierno de José María Aznar, hasta su fallecimiento en 2023.

## Publicaciones
- 1987. El ciclón socialista, sobre la crónica de la primera legislatura socialista.[1]
- 2017. Juegos de Poder, novela en la que se ficcionan relaciones del periodismo, la política y el dinero.
- 2018. El fin del miedo, Voces en el año del feminismo sobre la igualdad como el gran reto del planeta en nuestros días.